# Gedde Watanabe

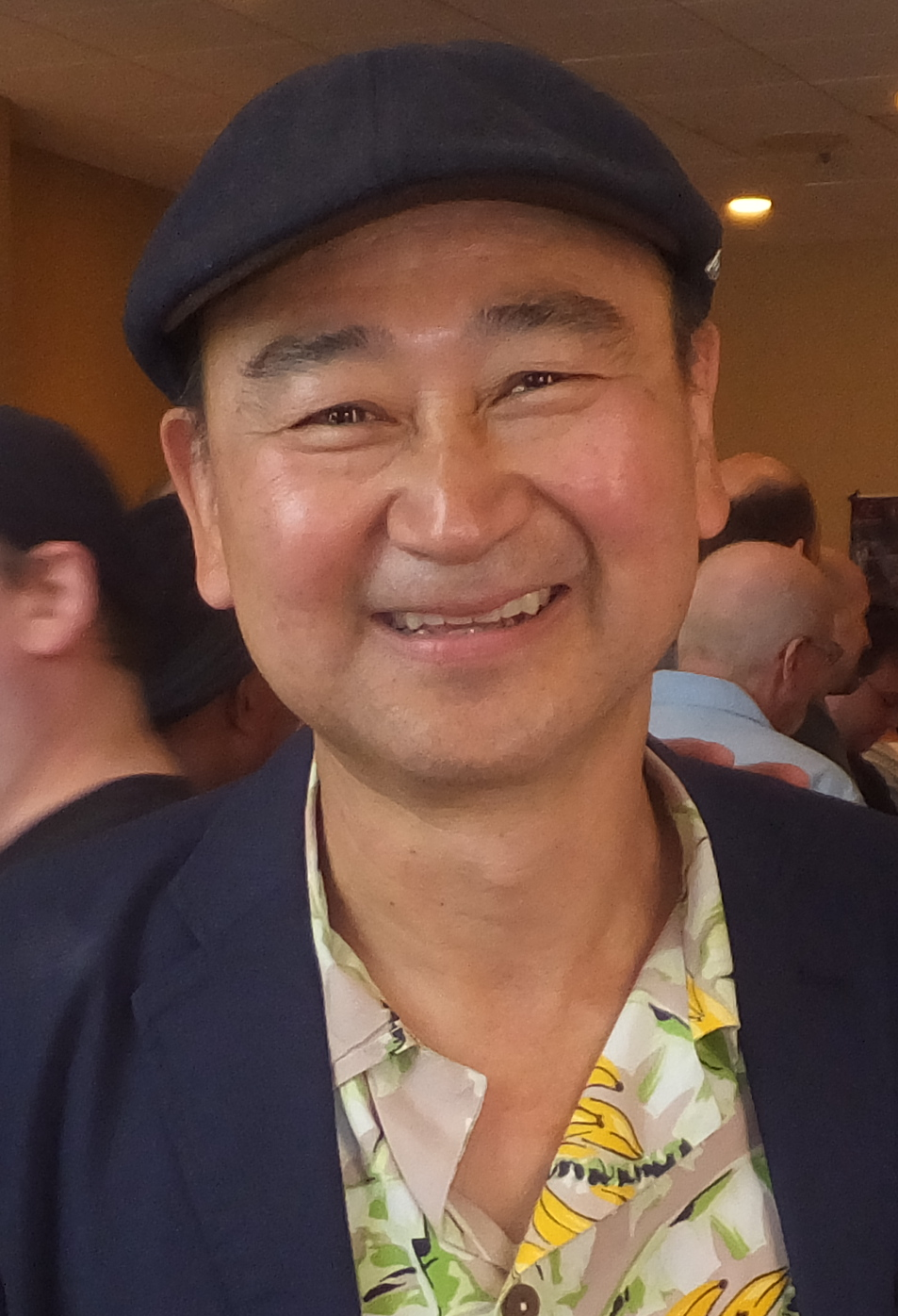
Gedde Watanabe (2014)

Gedde Watanabe (* 26. Juni 1955 als Gary Watanabe in Ogden, Utah) ist ein US-amerikanischer Schauspieler mit japanischen Wurzeln. Seit 1976 hat er in über 80 Film- und Fernsehproduktionen mitgewirkt, meistens in komödiantischen Nebenrollen.

## Leben und Karriere
Gedde Watanabe wurde als Sohn japanischer Einwanderer in Utah geboren. Seine Mutter, eine Näherin, war wegen ihrer Herkunft während des Zweiten Weltkriegs zwangsinterniert worden. Watanabe studierte Schauspiel am American Conservatory Theater in San Francisco und trat nebenbei als Straßenmusiker auf. Er arbeitete zunächst als Theaterschauspieler und trat unter anderem 1976 in der Uraufführung von Stephen Sondheims Musical Pacific Overtures auf.
Seinen Durchbruch beim Film hatte er 1984 mit der Rolle des chinesischen Austauschschülers Long Duk Dong in der Komödie Das darf man nur als Erwachsener. Die Figur, die im Laufe des Films unter anderem ein Auto zerstört und von einem Baum fällt, wird heute vielfach als stereotyper Asiat kritisiert. Anschließend spielte er eine lange Reihe von „liebenswerten, aber mechanischen“ Asiatenrollen, meistens in Nebenrollen zu komödiantischen Zwecken, zum Beispiel den fotografierenden Touristen Mr. Katsuji in Gremlins 2 – Die Rückkehr der kleinen Monster (1990). Eine größere Rolle bekam er 1986 neben Michael Keaton in Gung Ho als japanischer Unternehmensmanager, den er dann auch in der auf diesem Film basierenden gleichnamigen Fernsehserie verkörperte.
Von 1997 bis 2003 spielte er in 58 Folgen der Krankenhausserie Emergency Room – Die Notaufnahme den homosexuellen Krankenpfleger Yosh Takata, seine am längsten währende Rolle im US-Fernsehen. Daneben übernahm er Gastrollen in weiteren Fernsehserien wie Seinfeld und Hör mal, wer da hämmert. Für den Disney-Zeichentrickfilm Mulan (1998) sowie die Fortsetzung Mulan 2 (2004) lieh er seine Stimme dem chinesischen Soldaten Ling. Auch bei anderen Zeichentrickserien wie Die Simpsons, Family Guy und American Dad sprach Watanabe verschiedene Rollen.

## Filmografie (Auswahl)
- 1976: Pacific Overtures (Fernsehfilm)
- 1980: The Long Island Four
- 1984: Das darf man nur als Erwachsener (Sixteen Candles)
- 1985: Alles hört auf mein Kommando (Volunteers)
- 1986: Vamp
- 1986: Gung Ho
- 1986–1987: Gung Ho (Fernsehserie, 9 Folgen)
- 1988–1992: Sesamstraße (Sesame Street; Fernsehserie, 27 Folgen)
- 1989: UHF – Sender mit beschränkter Hoffnung (UHF)
- 1989: Booker (Fernsehserie, Staffel 1, Folge 9)
- 1990: Gremlins 2 – Die Rückkehr der kleinen Monster (Gremlins 2 – The New Batch)
- 1990–1991: Down Home (Fernsehserie, 19 Folgen)
- 1995: Kaffee, Milch und Zucker (Boys on the Side)
- 1995: Das perfekte Alibi (Perfect Alibi)
- 1996: That Thing You Do!
- 1996: Seinfeld (Fernsehserie, Folge The Checks)
- 1997: Booty Call – One-Night-Stand mit Hindernissen (Booty Call)
- 1997/1999: Die Simpsons (The Simpsons; Fernsehserie, 2 Folgen, Sprechrolle)
- 1997–2003: Emergency Room – Die Notaufnahme (ER; Fernsehserie, 58 Folgen)
- 1998: Mulan (Sprechrolle)
- 1998: Armageddon – Das jüngste Gericht (Armageddon)
- 1999: EDtv
- 1999: Das Mädchen und der Fotograf (Guinevere)
- 1999: Hör mal, wer da hämmert (Home Improvement; Fernsehserie, Folge Home Alone)
- 2000: Sabrina – Total Verhext! (Sabrina the Teenage Witch; Fernsehserie, Folge Welcome, Traveler)
- 2002: Slackers
- 2002/2007: Kim Possible (Fernsehserie, 2 Folgen, Sprechrolle)
- 2004: Alfie
- 2004: Mulan 2 (Mulan II; Stimme)
- 2005: Das schnelle Geld (Two for the Money)
- 2006: Family Guy (Fernsehserie, Folge Mother Tucker, Sprechrolle)
- 2008: American Dad (Fernsehserie, Folge Pulling Double Booty, Sprechrolle)
- 2008: Nie wieder Sex mit der Ex (Forgetting Sarah Marshall)
- 2008: News Movie (The Onion Movie)
- 2009: Not Forgotten – Du sollst nicht vergessen (Not Forgotten)
- 2012: The Seven Year Hitch (Fernsehfilm)
- 2012: Die Bestimmer – Kinder haften für ihre Eltern (Parental Guidance)
- 2013: 47 Ronin
- 2017: Zu guter Letzt (The Last Word)
- 2020: The Disappointments (Fernsehserie, 11 Folgen)
- 2021–2022: The Sex Lives of College Girls (Fernsehserie, 4 Folgen)
- 2022: Magnum P.I. (Fernsehserie, Folge Dead Man Walking)
- 2024: Kung Fu Panda 4 (Stimme von Badger Crime Boss)